# Hôtel de Lamissart
L’hôtel de Lamissart est un hôtel particulier situé en France sur la commune de Lille, dans le département du Nord en région Nord-Pas-de-Calais.
Sis au 130 de la rue Royale de Lille, l'édifice fait l’objet d'une inscription au titre des monuments historiques depuis le 1er mars 1978.

## Histoire
L'hôtel est construit en 1784 par Pierre Joseph Du Chambge, baron d'Elbecq, maréchal de camp des armées du roi.
Ce bâtiment fait l’objet d’un inscription au titre des monuments historiques depuis le 1er mars 1978.

## Architecture
Précédé d'un porche monumental suivi d'une cour intérieure, l'hôtel, sur trois niveaux, présente en son centre un fronton triangulaire frappé du médaillon armorial des Boselli-Scrive entouré de rubans et de guirlandes. La porte d'entrée est encadrée d'un portique composé de deux colonnes cannelées qui supportent un entablement soutenant un balcon à balustres au deuxième niveau. Elle est encadrée par six fenêtres rectangulaires, trois de chaque côté, quand le deuxième niveau en compte sept, dont une centrale. Les ailes, réservées aux communs n'ont pas d'étage.